# خاستگاه پرندگان

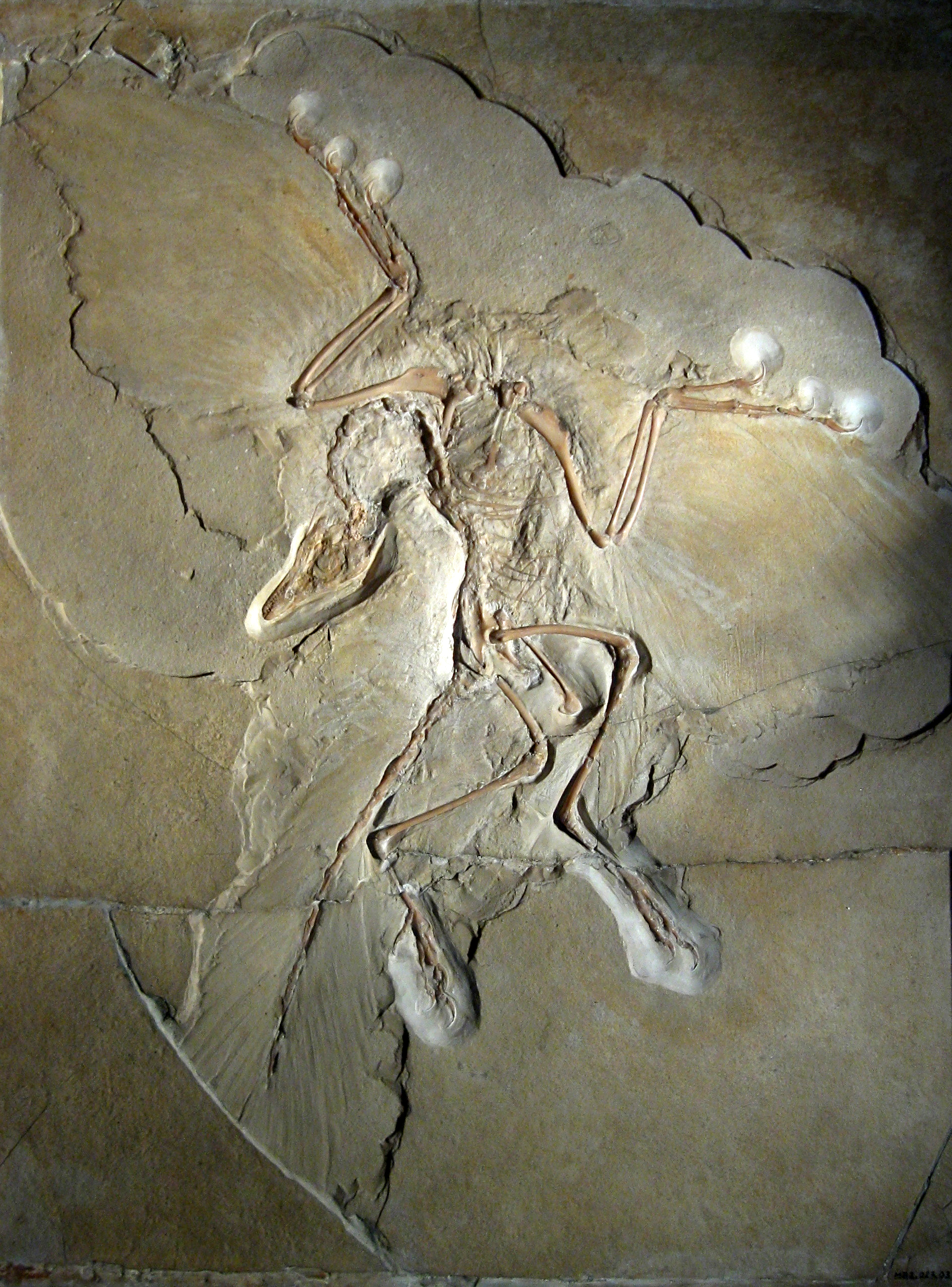
نمونه برلین از کهن‌بال (Archeopteryx lithographica)

این پرسش علمی که پرندگان در چه گروهی از جانوران تکامل یافته‌اند، به‌طور سنتی خاستگاه پرندگان (به انگلیسی: Origin of birds) نامیده می‌شود. اجماع علمی کنونی این است که پرندگان گروهی از دایناسورهای ددپای دست‌قاپ هستند که در دوران مزوزوئیک به وجود آمدند.
رابطه نزدیک بین پرندگان و دایناسورها برای نخستین بار در قرن نوزدهم پس از کشف پرنده بدوی کهن‌بال در آلمان مطرح شد. پرندگان و دایناسورهای غیر پرنده منقرض‌شده دارای ویژگی‌های اسکلتی منحصربه‌فرد هستند. افزون بر این، فسیل‌های بیش از سی گونه دایناسور غیر پرنده با پرهای حفظ شده گردآوری شده‌است. حتی دایناسورهای بسیار کوچکی مانند میکروراپتور (Microraptor) و نیم‌پرنده (Anchiornis) وجود دارند که پرهای بلند و دست و پا پردار دارند و بال‌هایی را تشکیل می‌دهند. پرنده‌بالان Pedopenna پایه ژوراسیک نیز این پرهای بلند پا را نشان می‌دهند. دیرینه‌شناس لارنس ویتمر در سال ۲۰۰۹ به این نتیجه رسید که این شواهد برای نشان دادن اینکه تکامل پرندگان از مرحله چهار بال عبور کرده کافی است. شواهد فسیلی همچنین نشان می‌دهد که پرندگان و دایناسورها ویژگی‌های مشترکی مانند استخوان‌های توخالی، گاسترولیت، سنگ‌های معده در سیستم گوارشی، آشیانه‌سازی و رفتارهای جوجه‌آوری داشتند.

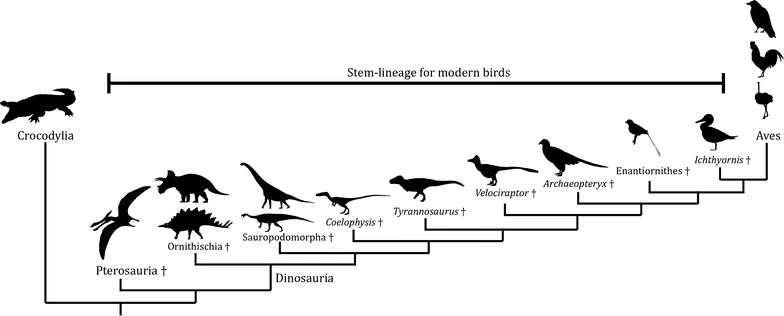
درخت تبارزایی ساده‌شده رابطه بین پرندگان نوین و دایناسورها را نشان می‌دهد

اگرچه خاستگاه پرندگان از لحاظ تاریخی موضوعی جنجالی در زیست‌شناسی فرگشتی بوده‌است، تنها شمار کمی از دانشمندان هنوز خاستگاه دایناسوری پرندگان را مورد مناقشه قرار می‌دهند، و این موضوع نشان می‌دهد که خاستگاه آن‌ها از انواع دیگر شاه‌خزندگان است. در توافقی که از اصل و نسب دایناسورها حمایت می‌کند، توالی دقیق رویدادهای تکاملی که باعث پیدایش پرندگان اولیه در ددپایان دست‌قاپان شد، مورد مناقشه است. خاستگاه پرواز پرندگان یک پرسش جداگانه اما مرتبط است که چندین پاسخ پیشنهادی نیز برای آن وجود دارد.

### همسانی انگشتان
بحثی میان رویان‌شناسان و دیرینه‌شناسان وجود دارد که آیا دست‌های دایناسورهای ددپا و پرندگان اساساً متفاوت است، بر اساس تعداد استخوان بند انگشت - شمارش تعداد استخوان‌های انگشت در دست.

## نگارخانه

شباهت اندام‌های جلویی دینونیکوس Deinonychus (سمت چپ) و کهن‌بال Archeopteryx (راست) جان اوستروم را بر آن داشت تا پیوند بین دایناسورها و پرندگان را بازسازی کند.
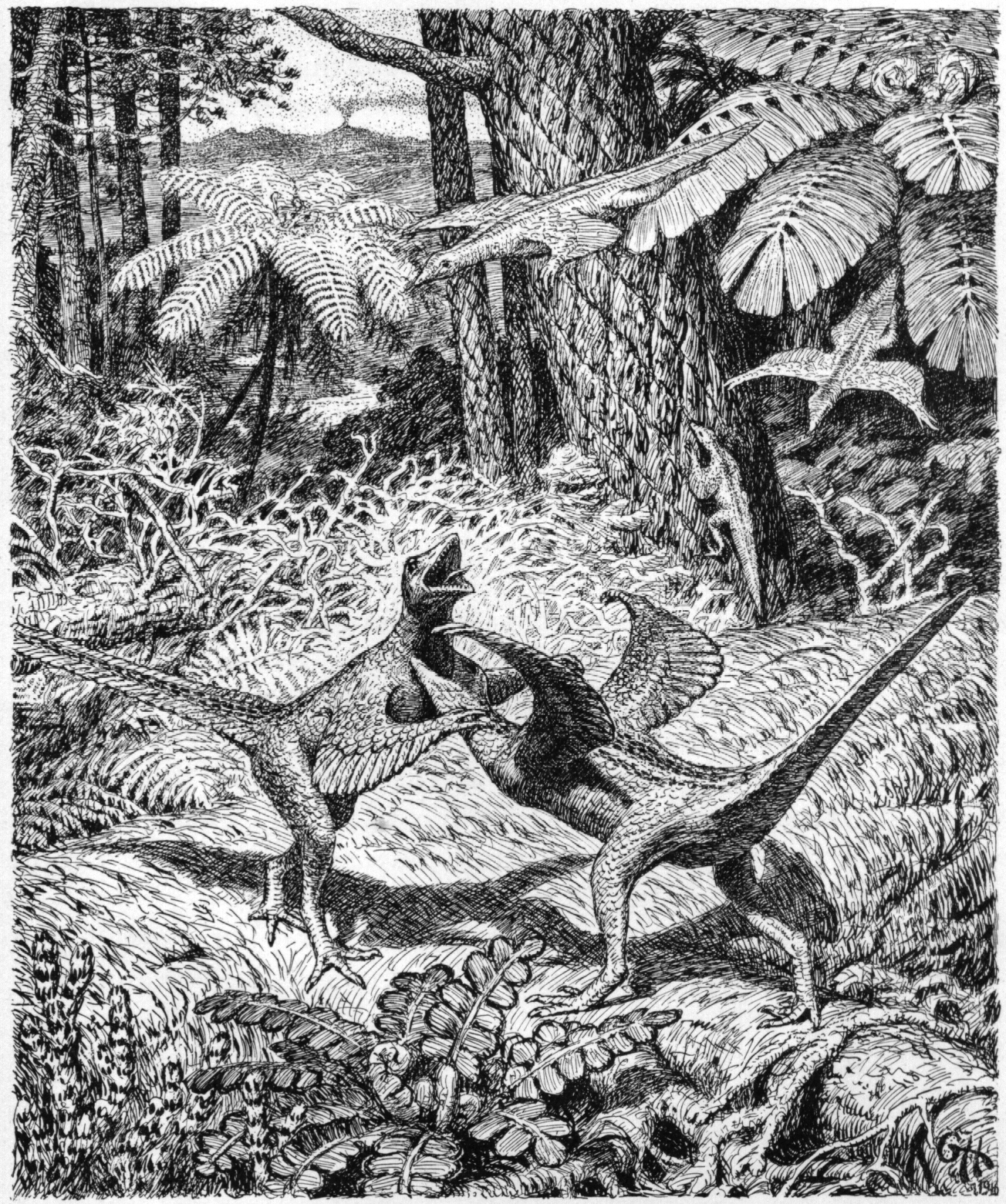
نگاره فرضی هایلمن از یک جفت پیشاپرندهٔ (Proaves) جنگنده در سال ۱۹۱۶
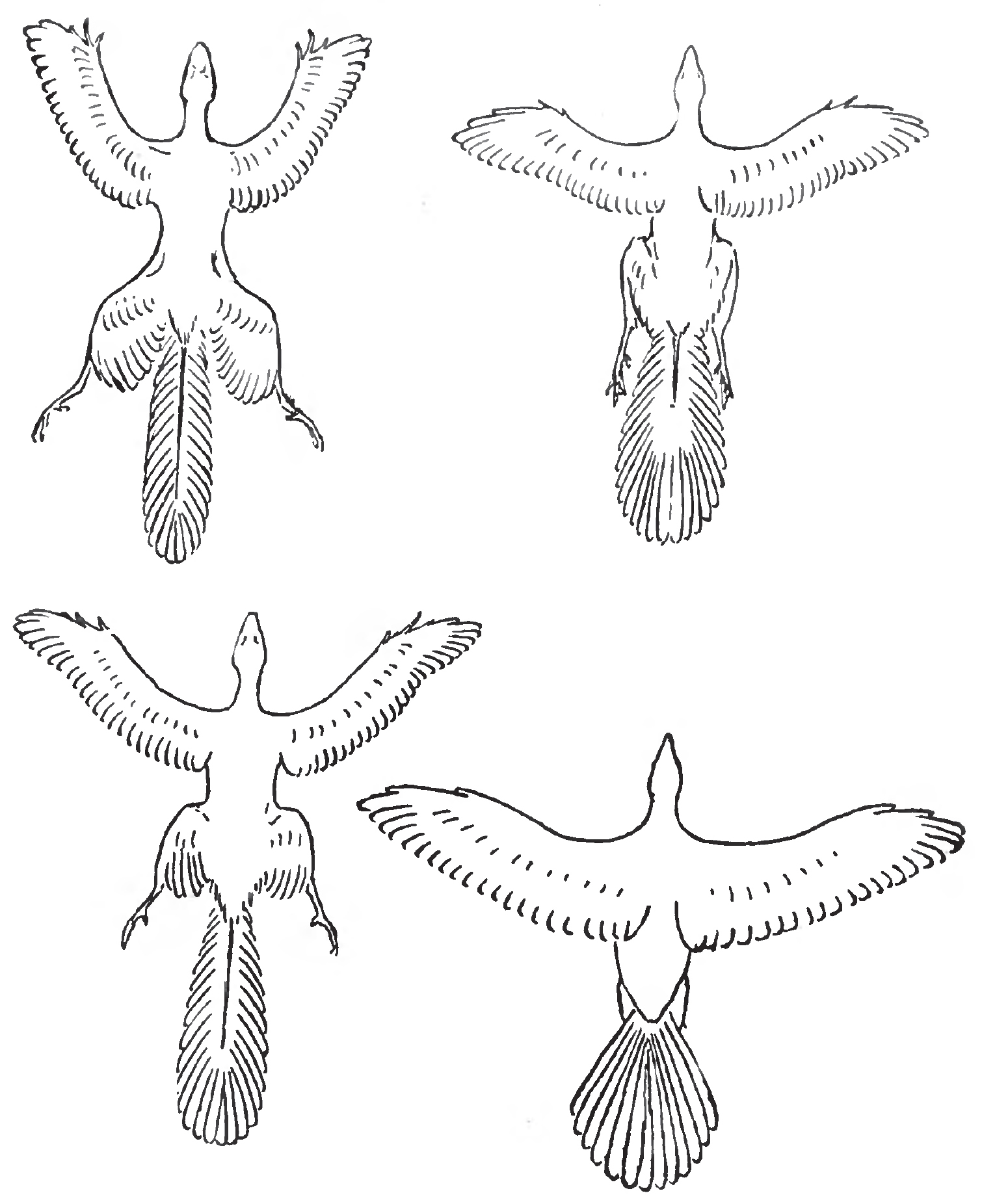
رشد پیشنهادی پرواز در کتابی از سال ۱۹۲۲: (از چپ به راست) تتراپتریکس، آرکئوپتریکس، مرحله فرضی، پرنده نوین
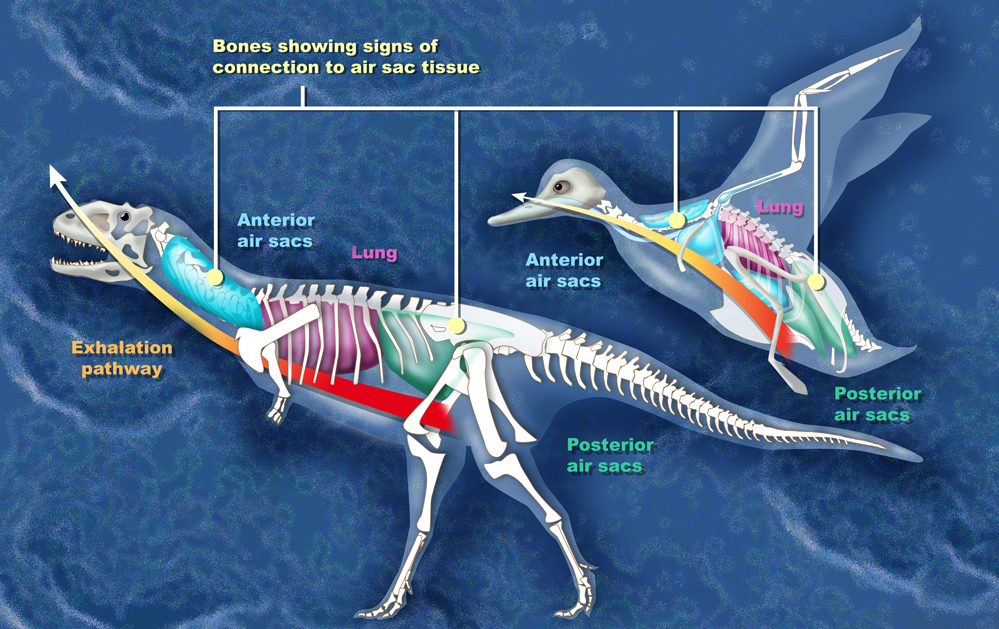
مقایسه بین کیسه‌های هوایی Majungasaurus و پرنده (اردک)
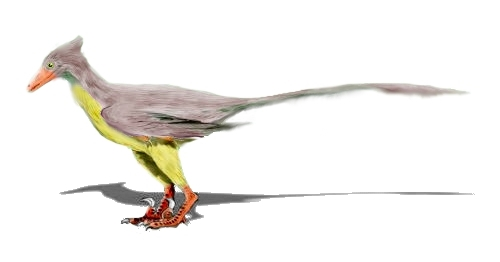
بازسازی بیم‌زاپرنده، دایناسور پردار زمینی که برخی از پژوهشگران فکر می‌کنند برای پرواز به خوبی مجهز شده‌است.
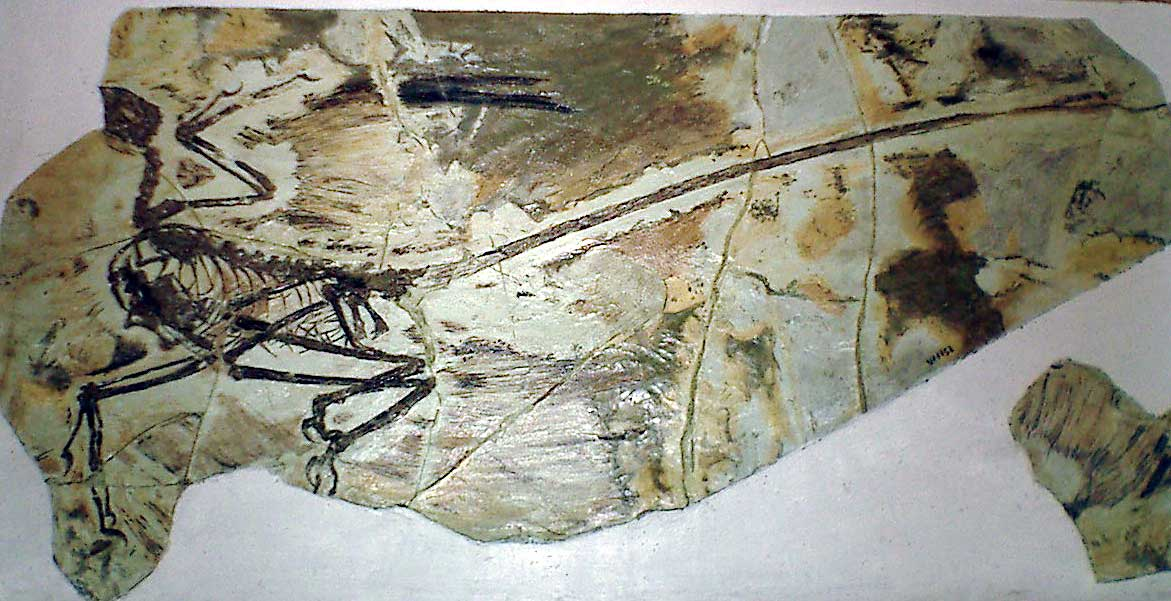
میکروراپتور چهار بال، عضوی از خانوادهٔ دونده‌خزندگان (Dromaeosauridae)، گروهی از دایناسورها که نزدیک به پرندگان هستند.
این فراغرابی (سوپراکوراکوئیدئوس) با استفاده از یک سیستم قرقره‌مانند برای بلند کردن بال کار می‌کند، در حالی که سینه‌ها حرکت توانمندی را به سمت پایین ایجاد می‌کنند.